# Shingon Skolen
Shingon buddhisme (jap. 真言宗 Shingon-shū) er en af hovedskolerne inden for japansk buddhisme og samtidig en af de få overlevende esoteriske buddhistlinjer, der opstod i starten af 9. århundrede e.Kr. Shingon buddhismen blev grundlagt af Kūkai (en) (空海) i Japan, som forinden rejste til Kina for at studere buddhisme.
Shingon buddhisme er en esoterisk lære (hemmelig lære) og bliver derfor ofte kaldt for 'Esoterisk Buddhisme'. Ordet 'Shingon' er japansk og betyder 'sande ord', der henviser til sanskritordet mantra (मन्त्र).

## Historie
Shingon buddhismen opstod under Heian perioden (794-1185), da den buddhistiske munk ved navn Kūkai (空海) (774–835) rejste til Kina i 804 for at studere esoterisk buddhist-praksis i byen Xi'an (西安) (Chang-an) ved Qinglong templet (青龍寺, Det Blå Drage Tempel) under mesteren Huiguo. Herefter rejste Kūkai tilbage og stiftede Shingon buddhismen i Japan.

## Rituel praksis
Essensen af Shingon praksis kommer til udtryk gennem meditative ritualer, hvor der gøres brug af mantra, mudra og visualisering.
Shingon tilhængere bliver gradvis oplært gennem et lærer-elev forhold.